# Buyina
Buyina is een spinnengeslacht uit de familie Desidae.

## Soorten
- Buyina halifax Davies, 1998
- Buyina yeatesi Davies, 1998